# Рачини (Журомінський повіт)
Рачини (пол. Raczyny) — село в Польщі, у гміні Журомін Журомінського повіту Мазовецького воєводства.
Населення — 247 осіб (2011).
У 1975-1998 роках село належало до Цехановського воєводства.

## Демографія
Демографічна структура станом на 31 березня 2011 року:
|          | Загалом | Допрацездатний вік | Працездатний вік | Постпрацездатний вік |
| -------- | ------- | ------------------ | ---------------- | -------------------- |
| Чоловіки | 117     | 42                 | 66               | 9                    |
| Жінки    | 130     | 27                 | 74               | 29                   |
| Разом    | 247     | 69                 | 140              | 38                   |